# Condado de Bates
O Condado de Bates é um dos 114 condados do estado americano de Missouri. A sede do condado é Butler, e sua maior cidade é Butler. O condado possui uma área de 2 205 km² (dos quais 8 km² estão cobertos por água), uma população de 16 653 habitantes, e uma densidade populacional de 8 hab/km² (segundo o censo nacional de 2000).